# Timea Nagy
Pour les articles homonymes, voir Nagy.
Tímea Nagy, née le 22 août 1970 à Budapest, est une escrimeuse hongroise, pratiquant l'épée. Elle est double championne olympique en individuel, lors des jeux de Sydney en 2000 et d'Athènes en 2004. Elle détient également un titre de championne du monde (elle possède également cinq titres mondiaux par équipes).

## Biographie
L'épée féminine apparait au programme des jeux olympiques lors des Jeux olympiques d'Atlanta, en 1996. Elle se fait éliminer par la Française Valérie Barlois en quart de finale sur le score de 15 à 9 lors de la compétition individuelle des Jeux olympiques d'Atlanta. Lors de la compétition par équipe, c'est l'Italie qui élimine la Hongrie en demi-finale. Celle-ci ne parvient pas à remporter la médaille de bronze, battue 45 à 44 par la Russie.
Lors de la compétition individuelle des jeux olympiques de Sydney, elle est opposée en demi-finale à la championne olympique en titre, la Française Laura Flessel. Celle-ci s'incline sur le score de 15 à 14. En finale, la Hongroise s'impose 15 à 11 face à la Suissesse Gianna Hablützel-Bürki,. Lors de la compétition par équipe, la Hongrie termine comme lors de l'édition précédente à la quatrième place, battue 41 à 39 par la Chine lors de la finale pour la troisième place. La Hongrie s'était auparavant inclinée sur le score de 45 à 44 face à la Russie en demi-finale.
En 2004, elle participe pour la troisième fois aux jeux. Elle est alors classée au 28e rang du classement mondial de la FIE. Lors de cette édition d'Athènes, elle élimine la Chinoise Zhang Li en quart de finale, puis affronte la Française Maureen Nissima lors du tour suivant. Celle-ci contraint la Hongroise à disputer le Golden score (décision sur une seule et ultime touche) pour atteindre la finale, stade où elle se voit opposer à une autre Française, Laura Flessel. Nagy parvient à prendre un avantage 7 à 3 qu'elle maintient ensuite pour l'emporter 15 à 10,. Lors de la compétition par équipe, la Hongrie s'incline en quart de finale face au Canada. Elle déclare alors qu'elle ne défendra pas son titre lors prochains jeux de Pékin, préférant privilégier sa vie familiale.
Après avoir donné naissance à son troisième enfant, la gauchère hongroise, dont le maître d'arme est Gyozo Kulcsar, champion olympique de l'épée lors des jeux de 1968 à Mexico, revient à la compétition. Lors du mondial 2006 disputé à Turin, elle retrouve en demi-finale la Française Laura Flessel. Celle-ci débute la partie par un quatre à zéro puis la Hongroise revient à cinq partout pour finalement s'imposer sur le score de 15 à 12. Nagy remporte ensuite son premier titre mondial en individuel en battant en finale l'Estonienne Irina Embrich sur le score de 15 à 11.
Lors du mondial de l'année suivante, elle termine la compétition en seizième de finale. Elle ne parvient pas à se qualifier pour les jeux de Pékin pour défendre son titre olympique.

### Vie privée
Après sa première campagne olympique, Nagy fait une première pause dans sa carrière d'athlète pour mettre au monde une fille nommée Csenge en 1998. Elle fait de nouveau une pause pour donner naissance à sa deuxième fille, Luca, en 2002.
Elle donne naissance à un troisième enfant quelques mois avant son premier titre de championne du monde 2006.

## Palmarès
- Jeux olympiques d'été
  -   médaille d'or aux Jeux olympiques 2004 à Athènes
  -  médaille d'or aux Jeux olympiques 2000 à Sydney
- Championnats du monde d'escrime
  -  médaille d'or aux championnats du monde d'escrime 2006 à Turin.
  -  médaille d'or par équipe aux championnats du monde d'escrime 1992 à La Havane.
  -  médaille d'or par équipe aux championnats du monde d'escrime 1993 à Essen.
  -  médaille d'or par équipe aux championnats du monde d'escrime 1995 à La Haye.
  -  médaille d'or par équipe aux championnats du monde d'escrime 1997 au Cap.
  -  médaille d'or par équipe aux championnats du monde d'escrime 1999 à Séoul.
  -  médaille de bronze par équipe aux championnats du monde d'escrime 2003 à La Havane.
- Championnats d'Europe d'escrime
  -  Médaille d'or aux Championnats d'Europe d'escrime 1995 à Keszthely
  -  Médaille de bronze à l’épée par équipe aux Championnats d'Europe d'escrime 1999 à Bolzano
  -  Médaille d'argent à l’épée par équipe aux Championnats d'Europe d'escrime 2006 à Izmir
  -  Médaille d'argent à l’épée par équipe aux Championnats d'Europe d'escrime 2007 à Gand